# Jan Kelderman
Jan Kelderman (Edam, 18 maart 1914 - Amsterdam, 1990) was een Amsterdams handelaar en impressionistisch kunstschilder, die zijn werken zelf aan de man bracht en van de opbrengst ervan leefde. Hij verkocht zijn schilderijen aan bedrijven, op tentoonstellingen en markten, in hotels en in zijn stamcafé. Hij had geen formele opleiding tot kunstschilder gevolgd en was dus autodidact.
Hij schilderde voornamelijk Amsterdamse en Parijse stadsgezichten, zeegezichten, bloemstillevens, berglandschappen en winterse landschappen.
Kelderman was een zeer productief schilder: hij heeft naar schatting meer dan 10.000 schilderijen vervaardigd (of in ieder geval gesigneerd). Een behoorlijk aandeel hierin wordt gevormd door taferelen die hij in aantallen produceerde. In veel huishoudens in Nederland is dan ook een schilderijtje van deze kunstenaar te vinden.
Hij woonde en werkte in Hilversum en Amsterdam. Vanaf 1946 tot 1950 werkte hij in Laren (Noord-Holland) en in Eemnes, waarna hij weer naar Amsterdam verhuisde.
1. ↑  RKD nummer 88542. Gearchiveerd op 1 maart 2016.